# ZSD

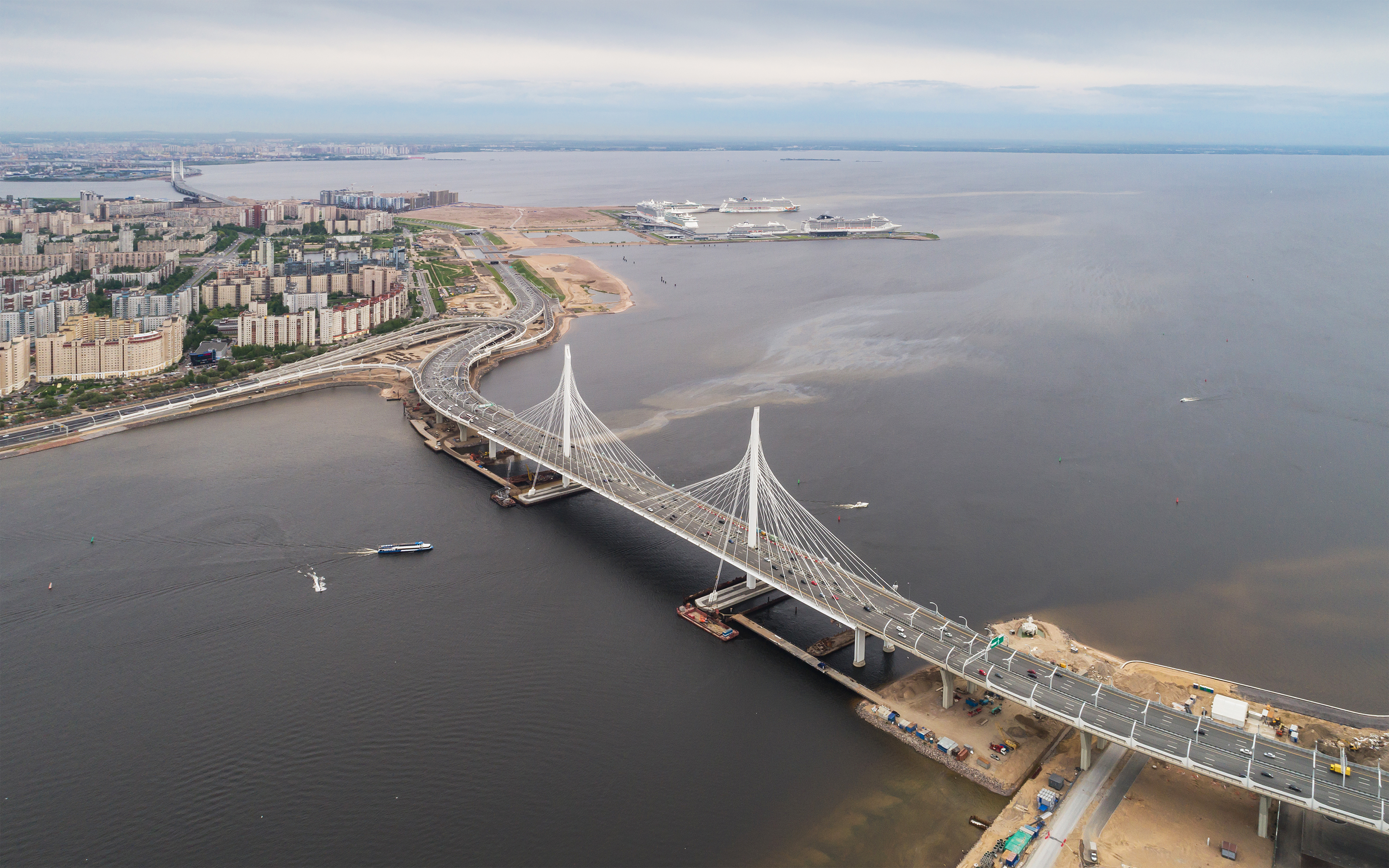
de ZSD

De ZSD of Zapadny Skorostnoj Diametr (Russisch: Западный скоростной диаметр (ЗСД), Westelijke Hogesnelheidsdiameter) is een autosnelweg in het Russische Sint-Petersburg. De snelweg is een tolweg van 47 kilometer, een noord-zuidverbinding door het westen van de stad die verbonden is met de ringsnelweg KAD. Het eerste deel van de autosnelweg werd aangelegd in 2008. De snelweg telt 2x3 tot 2x4 rijstroken.